# BK Olomoucko
El Basketbalový klub Olomoucko es un equipo de baloncesto checo con sede en la ciudad de Prostějov, que compite en la Národní Basketbalová Liga, la primera división del baloncesto de su país. Disputa sus partidos como local en el Sportcentrum DDM, con capacidad para 2100 espectadores.

## Historia
El club se fundó en 2017, tras la desaparición, por problemas económicos, del equipo de la misma ciudad, el BK Orli Prostějov, del cual asumió el total de su plantilla y los derechos para jugar en la primera división del país. En su temporada de debut en la NBL acabó en la sexta posición en la temporada regular, siendo eliminado en los cuartos de final de los playoffs por el título.

## Trayectoria
| Olomoucko |     |    |    |    |      |                                                                            |               |
| 2017–18   | NBL | 6º | 13 | 19 | .406 | Pierde cuartos de final (Opava), 0–4                                       | –             |
| 2018–19   | NBL | 4º | 20 | 16 | .556 | Gana cuartos de final (Pardubice), 4–0 Pierde semifinales ČEZ Nymburk, 0–4 | Tercer puesto |
| 2019–20   | NBL | 6º | 12 | 10 | .545 |                                                                            |               |